# مياه سطحية
المياه السطحية هي المياه المجمعة على الأرض أو في تيار أو نهر أو بحيرة أو أرض رطبة أو محيط، وهي قد تتحول إلى مياه جوفية أو بخار الماء في الغلاف الجوي ضمن الدورة المائية.

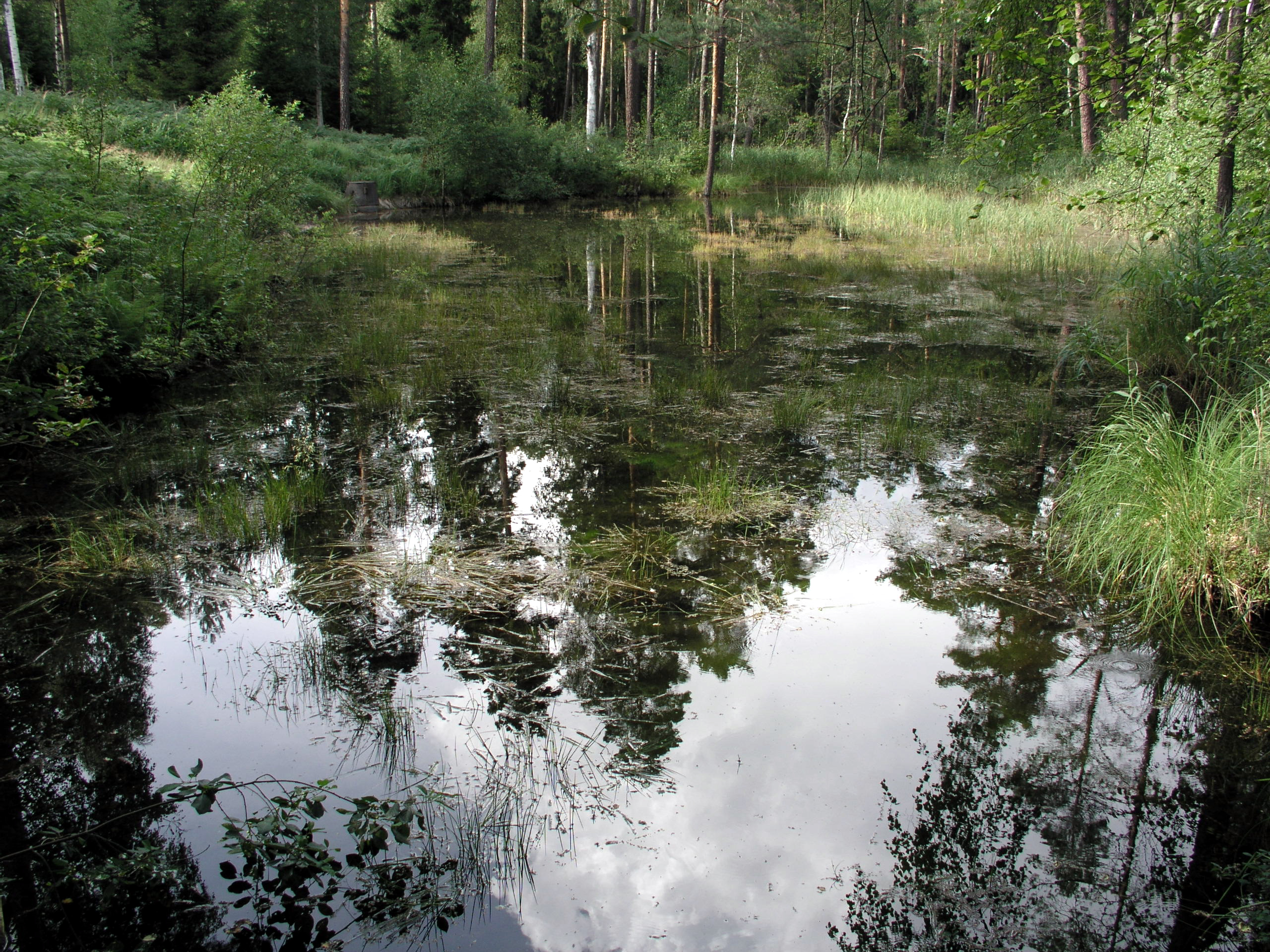
الينابيع احدى اشكال المياه الجوفية الظاهرة

تتجدد المياه السطحية طبيعيا بواسطة الأمطار والينابيع ويتحول إلى أشكال أخرى بشكل طبيعي من خلال التبخر والتسرب تحت السطح في باطن الأرض.

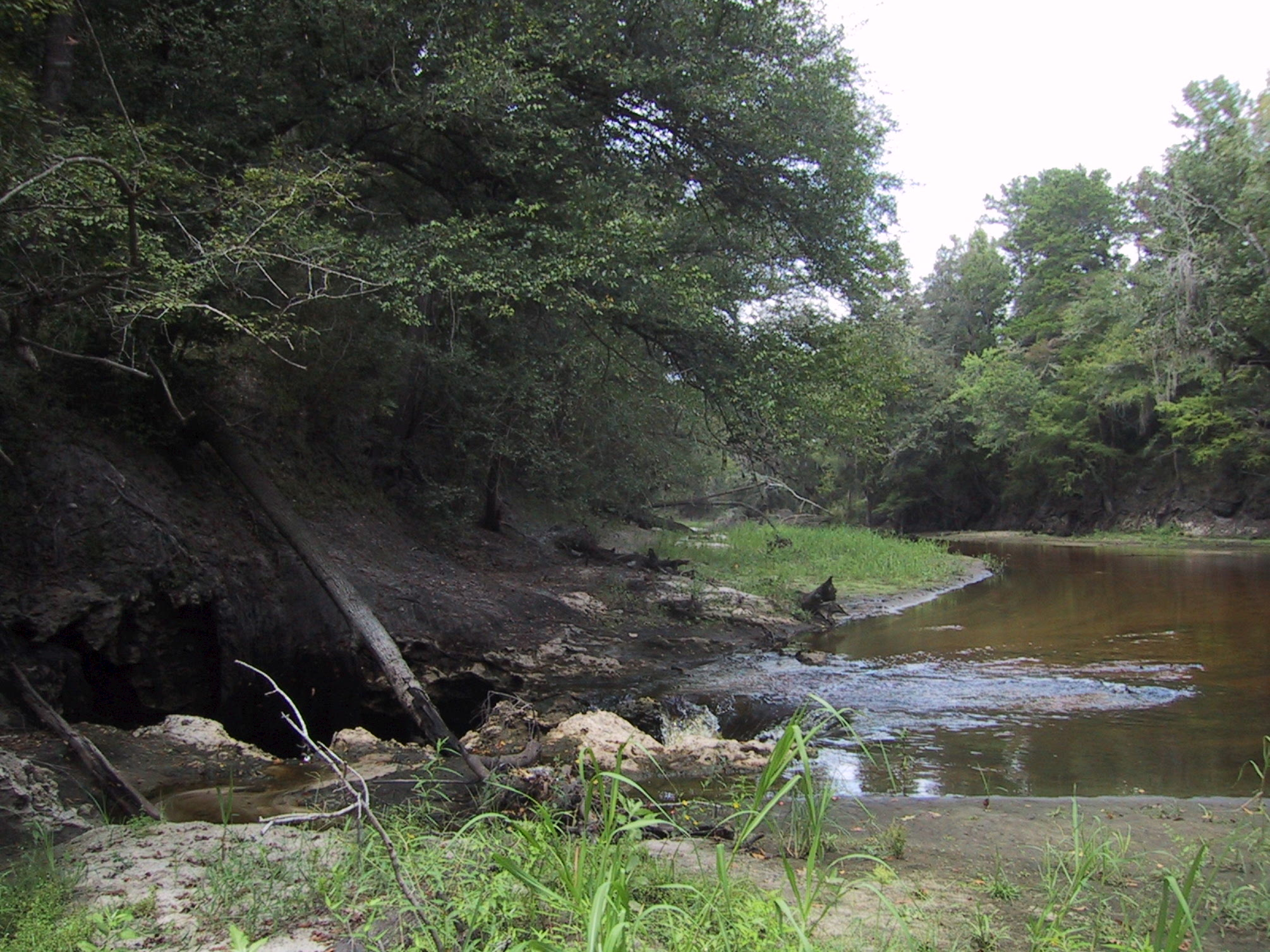
صورة لتدفق المياه السطحية لنهر ألاباها بالقرب من جينينغز، فلوريدا ذاهبة إلى العين المؤدية إلى طبقة المياه الجوفية بفلوريدا.

## معالجة المياه
تحتوي المياه السطحية على نسبة قليلة من الأملاح مقارنة بالمياه الجوفية التي تحتوي على نسب عالية منها، وهي بذلك تعد مياه يسرة ( غير عسرة ) حيث تهدف عمليات معالجتها بصورة عامة إلى إزالة المواد العالقة التي تسبب ارتفاعا في العكر وتغيرا في اللون والرائحة، وعليه يمكن القول أن معظم طرق معالجة هذا النوع من المياه اقتصر على عمليات الترسيب والترشيح والتطهير. وتتكون المواد العالقة من مواد عضوية وطينية، كما تحتوي المياه السطحية على بعض الكائنات الدقيقة مثل الطحالب والبكتيريا. ونظرا لصغر حجم هذه المكونات وكبر مساحتها السطحية مقارنة بوزنها فإنها تبقى معلقة في الماء ولا تترسب. إضافة إلى ذلك تؤثر خواصها السطحية والكيميائية بالمياه، ولذا تستخدم عمليات الترويب لمعالجة المياه السطحية، حيث تستخدم بعض المواد الكيميائية لتقوم بإخلال اتزان المواد العالقة وتهيئة الظروف الملائمة لترسيبها وإزالتها من أحواض الترسيب. ويتبع عملية الترسيب عملية ترشيح باستخدام مرشحات رملية لإزالة ما تبقى من الرواسب، ومن المكروبات المشهورة كبريتات الألمنيوم وكلوريد الحديديك، وهناك بعض الكائنات الدقيقة المساعدة مثل بعض البوليمرات العضوية والبنتونايت والسليكا المنشطة. ويمكن أيضا استخدام الكربون المنشط لإزالة العديد من المركبات العضوية التي تسبب تغيرا في طعم ورائحة المياه. تتبع عمليتي الترسيب والترشيح عملية التطهير التي تسبق إرسال تلك المياه إلى المستهلك.
تتجدد المياه السطحية طبيعيًا بواسطة هطول الأمطار وتفقد بشكل طبيعي من خلال التفريغ بالتبخر والتسرب تحت السطح إلى باطن الأرض. وإن كانت هناك مصادر أخرى للمياه الجوفية مثل المياه الأحفورية والمياه الرسوبية، إلا أن هطول الأمطار هو المصدر الأعظم، كما أن المياه الجوفية التي نشأت بهذه الطريقة تعرف باسم المياه النيزكية.

## تصنيف نوعية المياه السطحية
يقوم مجال قياس كثافة السوائل بتصنيف المياه السطحية إلى خمس فئات:
- الفئة الأولى مصدر المياه السطحية العذبة عالية النظافة المستخدمة للحفظ ولا يشترط ضرورة أن تمر بعملية معالجة للمياه ولكن تتطلب فقط عملية عادية للقضاء على الكائنات الدقيقة المسببة للأمراض والمحافظة على النظام الإيكولوجي (البيئي) حيث يمكن أن تتكاثر الكائنات الأساسية بشكل طبيعي.
- الفئة الثانية مصدر المياه السطحية العذبة النظيفة جدا المستخدمة للاستهلاك الذي يتطلب عملية معالجة عادية للمياه قبل الاستخدام للحفاظ على الأحياء المائية ومصائد الأسماك والاستجمام.
- الفئة الثالثة مصدر المياه السطحية العذبة متوسطة النظافة المستخدمة للاستهلاك الذي يتطلب المرور عبر عملية معالجة عادية قبل الاستخدام لأغراض الزراعة.
- الفئة الرابعة مصدر المياه السطحية العذبة النظيفة إلى حد ما المستخدمة للاستهلاك ولكن يتطلب عملية معالجة خاصة للمياه قبل الاستخدام للصناعة.
- الفئة الخامسة أي مصدر للمياه غير مصنف في الفئة من 1 إلى 4 ويستخدم فقط للملاحة.

### استخدام مقترن للمياه الجوفية والسطحية
المياه السطحية والجوفية هما كيانان منفصلان لذلك يجب أن ينظر إليهما على هذا النحو. ومع ذلك فهناك حاجة متزايدة لإدارة المصدرين حيث يشكلان جزءًا من نظام مترابط وبالغ الأهمية عندما يتجاوز الطلب على المياه القدر المتاح (القيد 464). يتسبب السحب المفرط للمياه في نضوب مصادر المياه السطحية والمياه الجوفية للاستهلاك العام (بما في ذلك الصناعية والتجارية والسكنية ). ومن المعروف أن السحب الزائد من طبقات المياه الجوفية الموجودة بالقرب من نظم الأنهار يساهم في إنضاب مصادر المياه السطحية أيضًا. قد وجدت الأبحاث الداعمة لذلك في ميزانيات المياه للعديد من المدن.

تتسم أوقات الاستجابة لطبقة المياه الجوفية بأنها طويلة (يونج وبريدهويفت 1972). ومع ذلك، فإن فرض حظر تام على استخدام المياه الجوفية أثناء فترات ركود المياه ربما يسمح للمياه السطحية بالاحتفاظ بأفضل المستويات المطلوبة للحياة المائية المستدامة. عن طريق الحد من سحب المياه الجوفية، فإن إمدادات المياه السطحية تكون قادرة على الحفاظ على مستوياتها لأنه يستعاد ضخ الماء إليها بـالأمطار والجريان السطحي, إلخ.